# Illés család (illésvathai)
Az illésvathai Illés család egy régi magyar kisnemesi család, mely a Salamon nemzetségből ered.

## Története
Sokáig nem volt tisztázott a Salamon nemzetség családfája, de még ma sem teljesen az. Hosszas kutatómunka eredménye volt e család létezésének felderítése. Sokáig azt gondolták, hogy az Illés nemzetségből eredhet, de mára bebizonyosodott, hogy nem. 1281 és 1314 között több okirat is említi vathai Salamon Illés nevét. Később az ő unokája, akit 1360-ban említenek, nagyapja tiszteletére felveszi az Illés nevet, majd állítólag nemesi oklevelet is kapott, így felvette régi birtoka, Illésvatha nevét előnévként. Illésvathai Illés Miklós egyik gyermeke, Illés az Illésházy családot alapította, másik gyermeke, János az illésvathai Illés családot vitte tovább. A család további leszármazása ma sem ismeretes.